# یوجی هوشی
یوجی هوشی (انگلیسی: Yuji Hoshi؛ زادهٔ ۲۷ ژوئیهٔ ۱۹۹۲) بازیکن فوتبال اهل ژاپن است.